# Synagoga ortodoksyjna w Preszowie

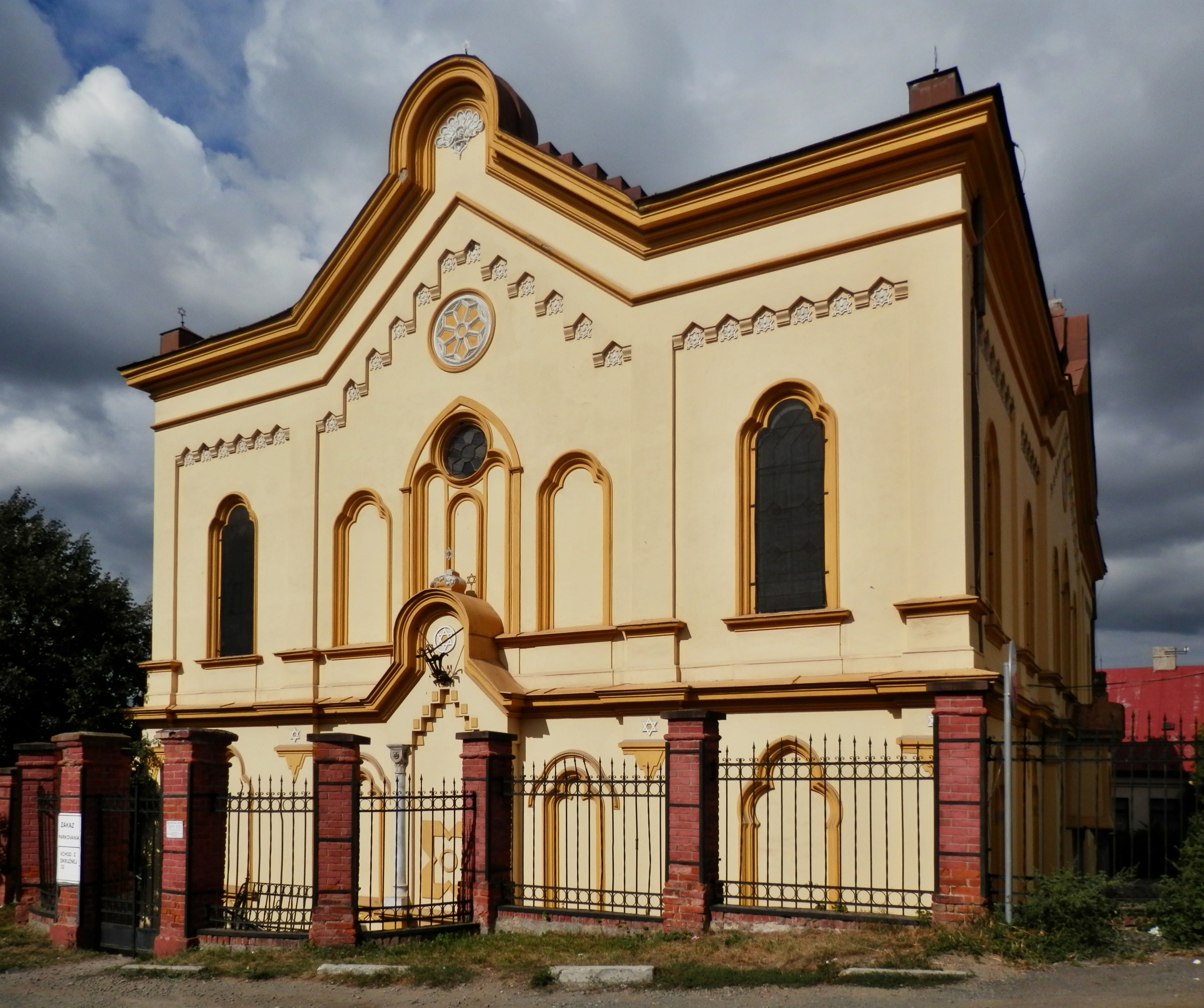
Synagoga ortodoksyjna w Preszowie (2012 r.)

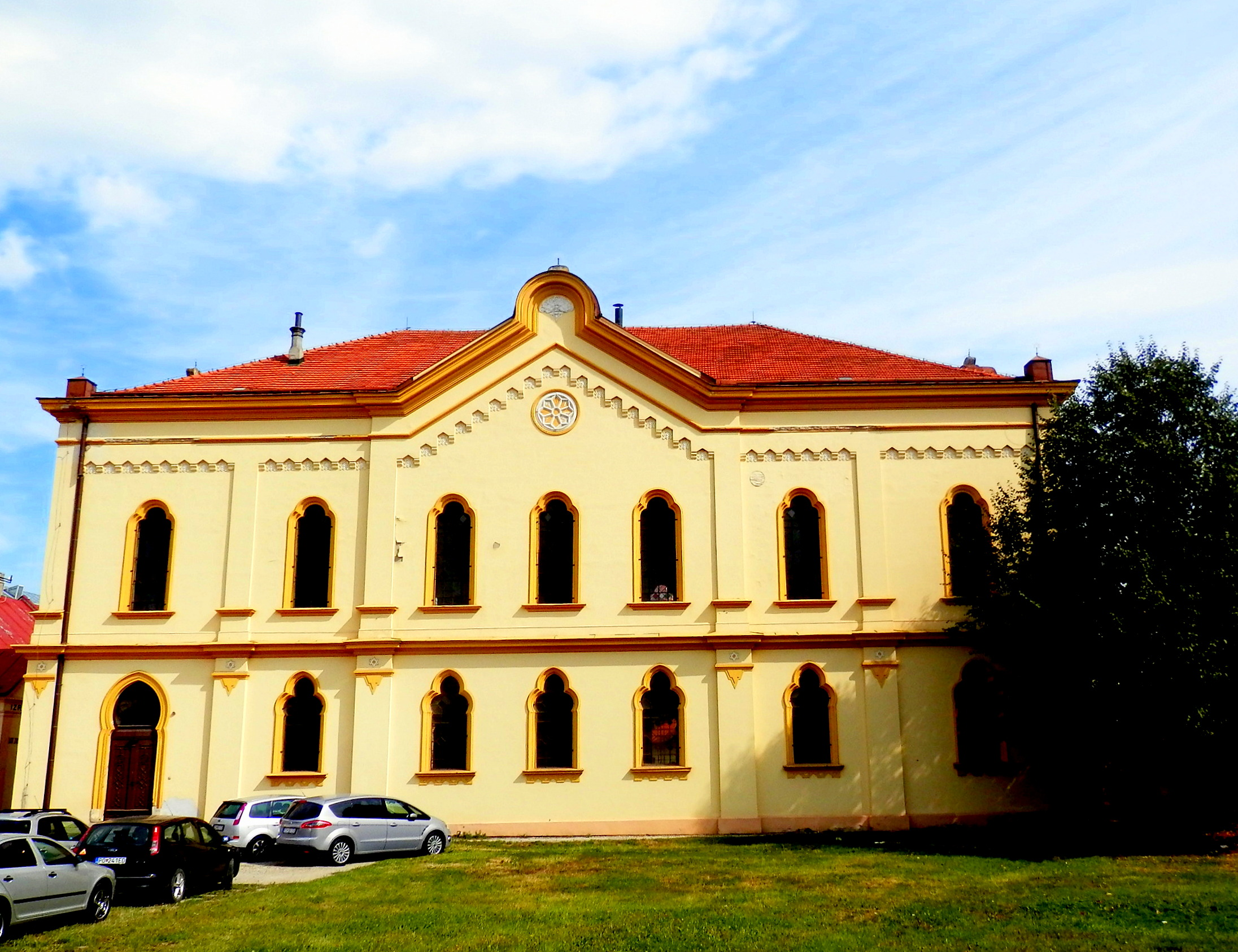
Synagoga ortodoksyjna w Preszowie (2015 r.)

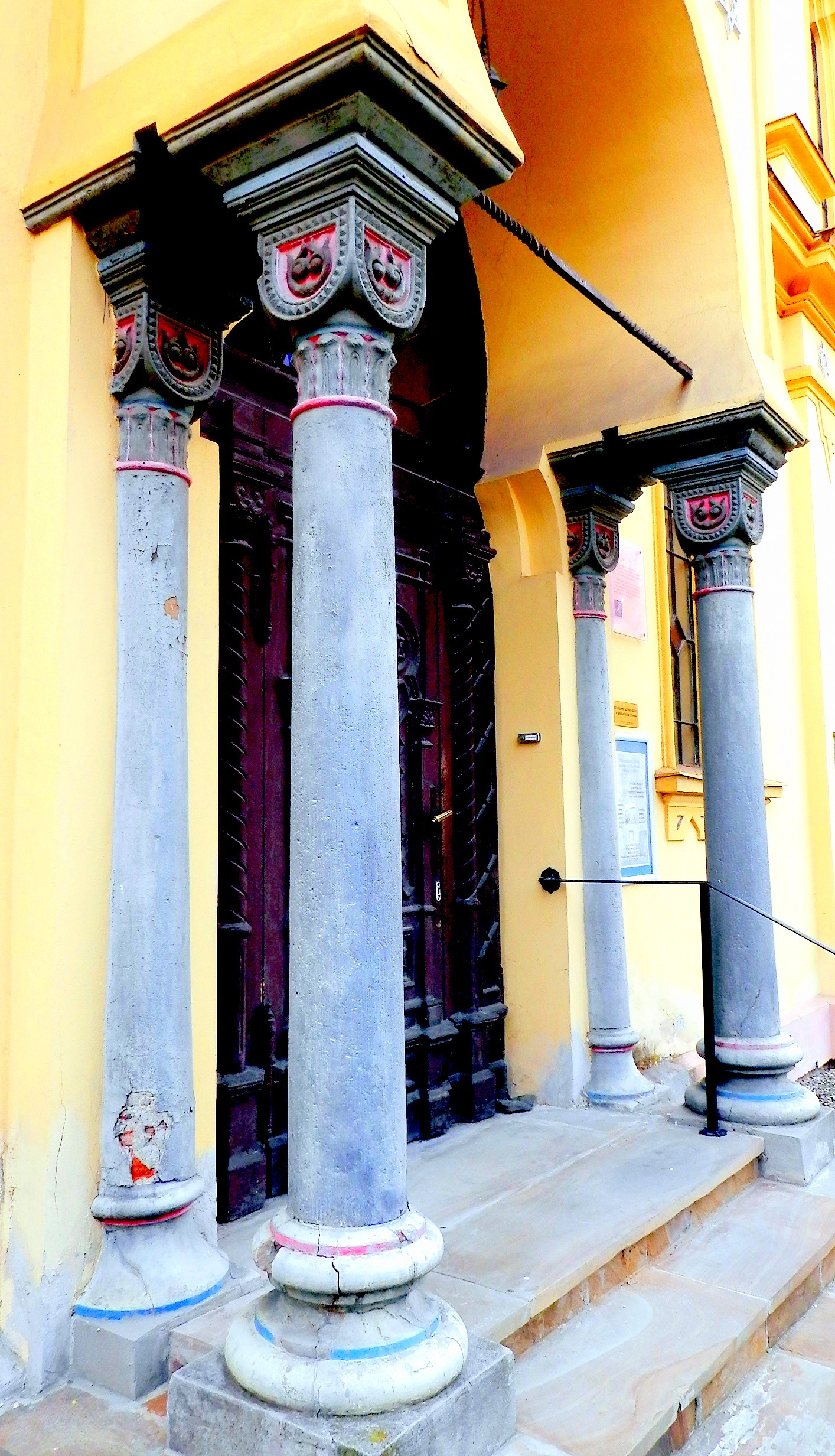
Synagoga ortodoksyjna w Preszowie. Portal wejściowy (2015 r.)

Synagoga ortodoksyjna w Preszowie (słow. Ortodoxná synagóga) –  dawna ortodoksyjna synagoga w Preszowie na Słowacji. Obecnie jedyna czynna świątynia wyznania mojżeszowego w tym mieście i jedna z najpiękniejszych synagog w całej Słowacji. W jej wnętrzach mieści się również muzeum kultury żydowskiej (słow. Židovské múzeum Prešov).
Znajduje się w północnej części preszowskiego Starego Miasta, w głębi większej działki pomiędzy ulicami Okružną i Jarkovą, między siedzibą rabinatu a budynkiem dawnej szkoły żydowskiej. Wzniesiona została w latach 1897-98 r. przez firmę budowlaną Kollacsek und Wirth jako wystawna, dwukondygnacyjna budowla w stylu neomauretańskim z wieloma orientalnymi elementami architektonicznymi. Była głównym elementem całego zespołu żydowskich obiektów komunalnych (dom modlitwy, cheder – żydowska szkoła, rabinat, rytualna rzeźnia i in.), jakie od lat 80. XIX w. budowała gmina żydowska poza murami miasta.
Swoim celom synagoga służyła do 1942 r. Po długiej przerwie obecnie ponownie służy celom kultu religijnego. Jednocześnie dzięki bogato zdobionym wnętrzom (do dziś zdobią je zachowane w bardzo dobrym stanie ornamentalne malowidła A. Grazla) i kompletnie zachowanemu wyposażeniu należy dziś do najcenniejszych zabytków żydowskich na Słowacji.
Preszowskie muzeum kultury żydowskiej powstało w 1928 r. jako pierwsza tego rodzaju instytucja na terenie dzisiejszej Słowacji. Największe zasługi w jego powstaniu i dalszym gromadzeniu zbiorów mieli inżynier Eugen Bárkány i dr Teodor Austerlitz – syn słynnego preszowskiego rabina. Dzięki ich zapobiegliwości udało się wówczas zgromadzić ok. 300 przedmiotów pochodzących z terenów słowackich oraz liczne dary z zagranicy.
W sierpniu 1991 r. na podwórcu przed wejściem do synagogi, w obecności przedstawicieli najwyższych władz państwowych Słowacji został odsłonięty pomnik poświęcony pamięci ponad 6 tys. ofiar holokaustu z Preszowa i okolicy.
W listopadzie 1993 r. na piętrze (galeria przewidziana pierwotnie dla kobiet) pieczołowicie odrestaurowanej synagogi Słowackie Muzeum Narodowe zainstalowało wystawę, złożoną z części zwróconych z Pragi eksponatów z przedwojennego muzeum żydowskiego, tzw. zbiorów Bárkány’ego.

## Literatura
- Prešov. Mapa mesta 1:3 000, wyd. Schubert & Franzke, Bratislava 2014;
- Słowacja, Rusin Wiesława, Zygmańska Barbara, Wydawnictwo Pascal, Bielsko-Biała 2006, ISBN 83-7304-679-8;
- Informacje o muzeum żydowskim na słowackim portalu